# Pseudemoia pagenstecheri
Pseudemoia pagenstecheri là một loài thằn lằn trong họ Scincidae. Loài này được Lindholm mô tả khoa học đầu tiên năm 1901.